# Brandon Som
Brandon Som (Phoenix, 13 agosto 1975) è un poeta statunitense.

## Biografia
Nato e cresciuto a Phoenix in una famiglia di origini messicane e cinesi, ha conseguito la laurea triennale all'Università statale dell'Arizona, la magistrale all'Università di Pittsburgh e il dottorato di ricerca all'University of Southern California.
Ha esordito sulla scena letteraria statunitense nel 2011 con il chapbook Babel's Moon, mentre nel 2014 ha pubblicato la sua prima raccolta poetica, The Tribute Horse, premiata con il Kate Tufts Discovery Award nel 2015. Il suo terzo libro, Tripas: Poems, è stato pubblicato nel 2023 e l'anno seguente ha vinto il Premio Pulitzer per la poesia ed è stato tra i finalisti del National Book Award per la poesia.

## Opere
- Babel's Moon, Tupelo Press, 2011. ISBN  9781936797042
- The Tribute Horse, Nightboat Books, 2014. ISBN  9781937658182
- Tripas: Poems, University of Georgia Press, 2023. ISBN 9780820363516